# Bassingham
Bassingham är en ort och civil parish i Storbritannien.   Den ligger i grevskapet Lincolnshire och riksdelen England, i den sydöstra delen av landet, 180 km norr om huvudstaden London. Bassingham ligger 16 meter över havet och antalet invånare är 1 308.
Terrängen runt Bassingham är platt. Runt Bassingham är det ganska tätbefolkat, med 116 invånare per kvadratkilometer. Närmaste större samhälle är Lincoln, 12,7 km nordost om Bassingham. Trakten runt Bassingham består till största delen av jordbruksmark.